# 2024年ポルトガルグランプリ
2024年ポルトガルグランプリ(2024 Portuguese motorcycle Grand Prix、正式名称: Grande Prémio Tissot de Portugal 2024)は、ロードレース世界選手権の2024年シーズン第2戦として、3月24日にポルトガルのアルガルヴェ・インターナショナル・サーキットで開催された。